# Saintonge
La Saintonge (pronunciación en francés: /sɛ̃tɔ̃ʒ/), históricamente Xaintonge y Xainctonge, fue una antigua provincia francesa situada en la parte centro-oeste de la costa atlántica cuyos límites han variado repetidamente en el tiempo. La ciudad capital fue Saintes (Xaintes, Xainctes), siendo otras ciudades importantes Saint-Jean-d'Angély, Jonzac, Frontenay-Rohan-Rohan, Royan, Marennes, Pons y Barbezieux-Saint-Hilaire. Actualmente, 4⁄5 de la provincia histórica pertenecen al moderno departamento de Charente Marítimo, 1⁄5 se encuentran en Charente y una pequeña parte se extiende hacia el norte en Deux-Sèvres, todo dentro de la nueva región administrativa de Aquitania-Lemosín-Poitou-Charentes.
Como parte de la provincia romana de Aquitania o Aquitania en la antigüedad (convirtiéndose ya Saintes en la primera capital de este gran conjunto), se colocó enseguida, según las épocas, en la estela de los reyes y duques de Aquitania, los condes de Anjou, después de los condes de Poitiers ranulfidos, antes de ser integrada en el nuevo ducado de Aquitania durante siglos. Téngase en cuenta que en el siglo XIV la Saintonge era un condado por derecho propio (condado de Saintonge).
Apareció como una marca fronteriza entre los dominios capetianos y plantagenêt durante la Baja Edad Media, y estuvo sacudida por luchas constantes entre 1152 y 1451, debatiéndose sus señores a menudo entre la unión anglo-aquitana y la conexión con París. Todo indica que la unión anglo-aquitana fue dominante allí hasta la mitad del siglo XIV. Sin embargo, los errores de conducta de Enrique de Grosmont, conde de Derby («chevauchée» de 1346) y después del Príncipe Negro contribuyeron progresivamente a debilitar el poder anglo-aquitano, y la provincia pasó finalmente a depender del rey de Francia en 1451 (toma de Montguyon).
La Saintonge (antiguamente escrita Xaintonge) está ahora, según algunos autores, a caballo entre cinco departamentos: la Charente Marítimo (excepto la parte noroeste, que pertenece a la provincia de Aunis y del Pays d'Aulnay, que pertenece al Poitou); un cuarto occidental de la Charente (cantones de Tierras calientes: cantón de Cognac-Nord, Cognac-Sud, Jarnac, Châteauneuf); el extremo sur de Deux-Sèvres (Frontenay-Rohan-Rohan y hasta las afueras del sur de Niort); la Vendée (incluía una parte del Marais Poitevin). En el norte de la Gironda, el pays Gabay de lengua saintongés, dependía de la Guyenne.
Las fronteras con el Angoumois, el Aunis, la Guyenne o el Poitou, sin embargo, han variado a lo largo de los siglos. Los mapas viejos colocan así Cognac y Merpins en el Angoumois, a veces también con Jarnac, a diferencia de Barbezieux y Chalais, largo tiempo en Saintonge y hoy en Charente. Del mismo modo, en el siglo XVII, las parroquias de Braud y de Étauliers (país Gabay) fueron situadas en la Saintonge por Nicolas Sanson (Gobierno general de Guienne y Gascogne, 1650) y por Joan Blaeu (mapa del gobierno de Guienne y Gascogne, 1662), Esto ya no fue así en el siglo siguiente, cuando el límite entre las dos provincias pasaba al norte de Saint-Ciers La Lande o Braux.

## Historia

Mapa de las antiguas provincias: el 10 corresponde a la Saintonge

### Los orígenes
Desde el Paleolítico Medio, la Saintonge ha estado poblada por los neandertales, como lo demuestran los descubrimientos realizados a lo largo de los valles de los afluentes del río Charente, y especialmente del fósil apodado «Pierrette» en Saint-Césaire.
En el Neolítico, la Saintonge conoció una fuerte presencia de megalitos, especialmente de dólmenes en Cognac, Châteaubernard, Saint-Brice, etc. La civilización de Peu-Richard ocupó la región entre 3200 y 2200 a. C. 
Los ligures se establecieron en Saintonge alrededor de 1800 a. C. y crearon en Meschers un importante centro de trabajo del bronce.
Según la leyenda, los santones serían una colonia troyana llegada después de la caída de Ilion desde las orillas del Janto, de ahí el lema de la provincia de Saintonge: «Xantones a Xantho nomina sancta tenent».

### Periodo galo y galo-romano
Los pueblos galos llegaron a su vez en el siglo VII a. C. provenientes de Germania. Una tumba de este período se ha descubierto en Meschers que contiene un esqueleto de 1,80 m.
Los pueblos galos de los santones, presentes entre el río Charente y el estuario de Gironda, darán su nombre a la futura provincia de Saintonge y dejaran cierta huella. Trazas de fosos y círculos funerarios de este periodo fueron encontrados en Breuillet, Médis, Saint-Sulpice-de-Royan y Belmont, en la comuna de Royan
Durante el período de la Segunda Edad del Hierro, los santones se organizaron políticamente alrededor del oppidum de Pons que se convirtió en «l'oppidum des Santons de l'indépendance». Este centro comercial y artesanal activo fue también un centro estratégico fortificado que los romanos ocuparon activamente a partir de la anexión de sus territorios en 58 a. C. y sobre todo después de 52 a. C. tras la derrota de Alesia, donde fue vencido el jefe galo Vercingétorix.
Durante el Alto Imperio Romano, la Saintonge constituyó una civitas prospera de la Galia romana. La capital de la provincia de Aquitania segunda fue establecida en Mediolanum Santonum, la actual ciudad de Saintes, que se benefició de obras de urbanización significativas: anfiteatro, termas, puente sobre el Charente, arco votivo de Germánico (no "de triunfo") que marcaba la llegada de la vía Agrippa, que paría de Lugdunum (Lyon, la capital de la Galia romana).
San Eutropio, originario de Saintes, en el siglo III cristianizó este territorio que también comprendía el Aunis. Fue martirizado y el blasón de Saintonge también representa su mitra, la del primer obispo de Saintes, rodeado de tres lirios sobre un fondo azul.
Saintes fue invadida sucesivamente por los alanos, los vándalos y, a principios del siglo IV, por los visigodos en 419. En 507, fue conquistada por Clovis I con el resto de Aquitania y fue incorporada en el Regnum Francorum. Fragmentada en numerosos feudos, los señoríos más importantes fueron los de Saintes, de Saint-Jean-d'Angély, de Aulnay, de Cognac, de Jarnac y de Jonzac.
En 565, un Waddon es mencionado como conde de Saintonge.
En el siglo X, el Aunis fue separado de la Saintonge y pasó a depender del senescal de Poitou hasta 1360.

### La guerra de los Cien Años

Blasón de la provincia
D'azur à la mitre d'argent accompagnée de trois fleurs de lys d'or

En los siglos XI y XII los sires de Châtellaillon jugaron un papel importante en este territorio, que pasó a estar bajo el dominio inglés en 1152 por el matrimonio de Leonor de Aquitania con Enrique II Plantagenet. Fue retomado en parte (margen derecha del río Charente) con Juan Sin Tierra entre 1204 y 1210.
El 1 de agosto de 1242, tras la famosa batalla de Taillebourg que puso fin a la guerra de Saintonge, el rey Luis IX impuso las duras condiciones del tratado de Pons al rey de Inglaterra.
En 1270, a la muerte de Alfonso de Poitiers, en el marco del tratado de París de 1259, la parte sur de la Saintonge limitada por la margen izquierda del Charente, fue rendida al duque de Aquitania, rey de Inglaterra. En 1371, fue reconquistada en casi su totalidad por Bertrand Du Guesclin, y en 1375, fue oficialmente unida a la corona de Francia por el rey Carlos V de Francia. Este acto simbólico no puso fin a la anarquía que reinaba en las campiñas (salpicada por bandidos, los Écorcheurs [desolladores]) ni a los combates entre franceses y anglo-aquitanos, que continuó en el sur de la provincia (asedio de Montendre en 1402; toma de Montguyon —preludio de la conquista de Guyenne— en 1451, bajo la dirección de Jean de Dunois).

### Las guerras de religión
De 1542 à 1549, experimentó graves revueltas contra la gabela de la sal, hasta el edicto de Enrique II, rey de Francia.
A partir de los años 1550, las ideas de la Reforma se desarrollaron rápidamente y el protestantismo llegó a estar muy activo en la región, con La Rochelle, en el Aunis vecino, convertida en una de las capitales y bastiones de los protestantes. La paz de Saint-Germain-en-Laye, el 8 de agosto de 1570, también reconoció a La Rochelle como uno de los cuatro lugares de seguridad otorgados a los protestantes.
Los años entre las décadas de 1570 a 1590 estuvieron marcados por las terribles guerras de religión, y de 1593 hasta 1595 tuvo lugar la primera revuelta de los crocantes.
Firmado en 1598 por Enrique IV, rey de Francia, el Edicto de Nantes trajo veinte años de paz hasta 1620. Saint-Jean-d'Angély cayó en 1621, frente a Luis XIII, rey de Francia, y en 1628, después del asedio de La Rochelle (1627-1628), la Saintonge fue de nuevo reagrupada con el Aunis en una Généralité.
Entre los años 1630 a 1650, la guerra de los Treinta Años arreció y fue acompañada de revueltas campesinas contra los nuevos impuestos desde 1629 a 1643: los crocantes. De 1650 a 1653, la Fronda de los príncipes afectó a la Saintonge y causó la miseria de las campiñas.
Los años de la década de 1660 conocieron un resurgimiento de las persecuciones contra los protestantes, que en 1685 condujeron a la revocación del Edicto de Nantes, que suscitó el éxodo de muchos hugonotes al Nuevo Mundo, y la llegada de Fénelon, encargado de la conversión de los protestantes locales.

### La época revolucionaria y napoléonica
Desde 1744, las logias masónicas de obediencia inglesa se fundaron en Saintes, en Rochefort y en La Rochelle, y en 1757 y 1758, las costas sufrieron incursiones británicas. El año 1785 estuvo marcado por las malas cosechas y el hambre, y el año 1789 por una fuerte crisis agrícola.
De 1790 a 1794, las campiñas de Saintonge estuvieron marcadas por importantes revueltas y El Terror (agitaciones anti-señoriales, revuelta del Vendée, amenazas británicas). Gran parte de la provincia se unió al nuevo departamento de Charente-Inferior, con Saintes como prefectura, que será transferida a La Rochelle en 1810. La parte oriental de la provincia, alrededor de Barbezieux, se adjuntó al departamento de Charente.

## Personajes célebres
- Samuel de Champlain (1580-1635), explorador y fundador de la ciudad de Quebec y de la Acadia.
- Agrippa d'Aubigné (en el castillo de Saint-Maury cerca de Pons, 1552-1630), escritor.
- Guy Chabot de Saint-Gelais, segundo barón de Jarnac, (1514, 6 de agosto de 1584), autor del célebre golpe de esgrima de Jarnac.
- François Fresneau (1703-1770), ingeniero del Rey, que había descubierto el hévéa, el árbol del caucho.
- Jean Ogier de Gombauld (1576-1666), poeta y dramaturgo.
- Pierre Loti (1860-1923), oficial de la marina y escritor.
- Raymond de Montaigne (1581-1637), obispo de Bayona y teniente general de la senescalado de Saintonge
- Bernard Palissy (1509-1590), ceramista.

## Un hablarlengua regionalde Francia
El saintongés se convirtió oficialmente en Langue régionale de France en 2007 en el marco de la langue d'oïl.
El saintongés es una lengua atestiguada desde siglo VIII y desde entonces siempre ha estado vivo. Los escritos más antiguos asociados a ella son dos textos de la primera mitad del siglo XIII: el Turpin saintongeais y Tote l'istoire de France, llamados Les Chroniques saintongeaises.

## Edificios destacados

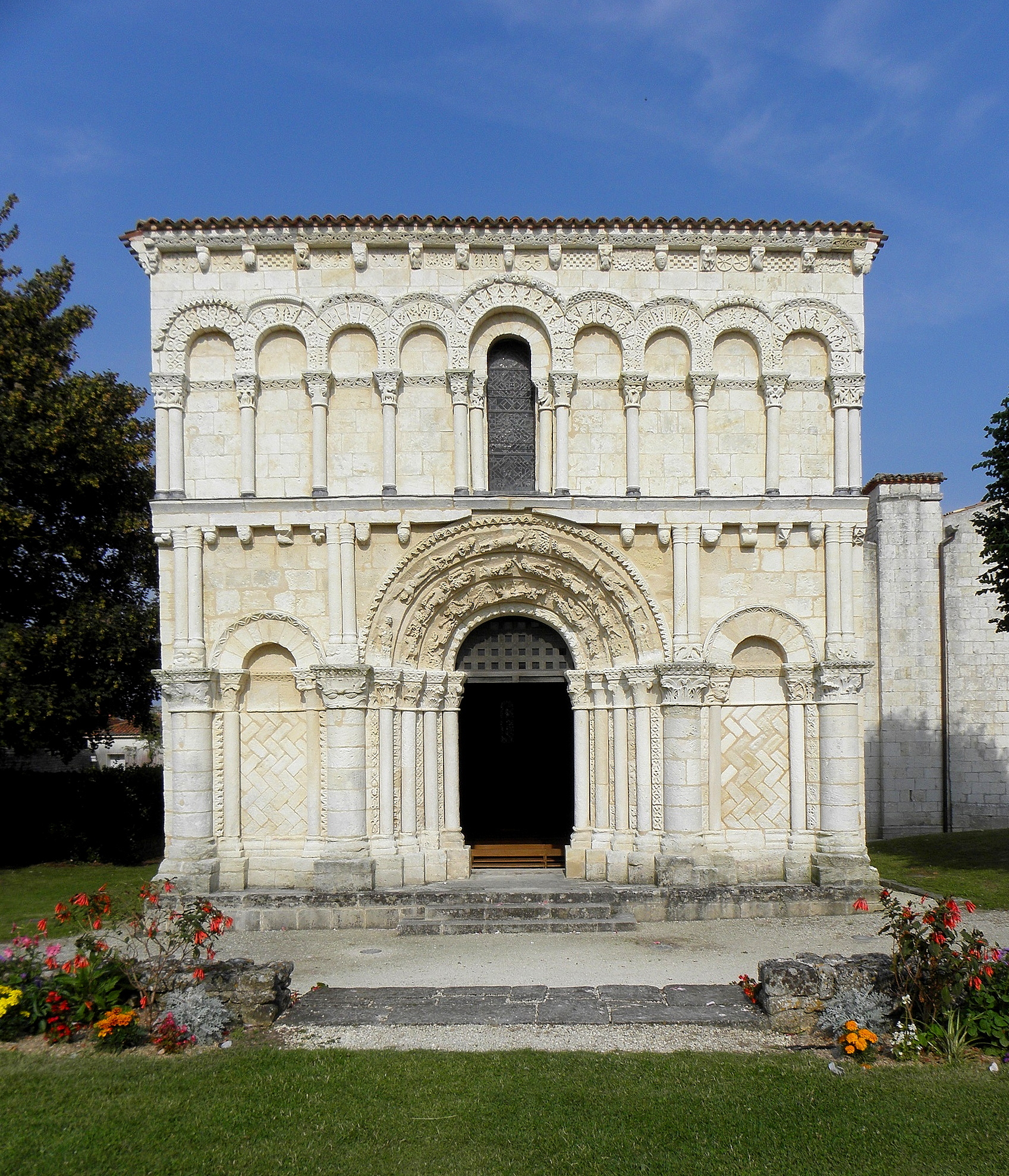
Portada románica de la iglesia de Nuestra Señora de Échillais.

- Vestigios galo-romanos de Saintes incluyendo el anfiteatro de Saintes, el arco de Germanicus o las termas de Saint-Saloine.
- Las iglesias románicas que se encuentran en numerosas villas.
- Las paradas del Camino de Santiago de Compostela: Basílica de San Eutropio y el Hospital de peregrinos de Pons, clasificados anos como Patrimonio de la Humanidad.
- Los edificios religiosos de Saintes: la catedral de San Pedro y la abadía de las Damas.
- La iglesia románica de Sainte-Radegonde de Talmont-sur-Gironde
- La antigua abadía de Saint-Jean-d'Angély
- Las fortificaciones del litoral: Fort Boyard, fuerte Louvois, ciudadela del Château-d'Oléron.
- La villa fortificada de Brouage
- Las iglesias fortificadas a lo largo del río Charente.
- Los castillos, del donjon de Pons al château de Javarzay, pasando por el château de Barbezieux, el château de la Rochecourbon, el château de Taillebourg.
- Los centros históricos de Saintes y de Saint-Jean-d'Angély.
- Los puentes del estuario del Charente: puente colgante de Tonnay-Charente, puente transbordador de Martrou cerca de Rochefort.
- El sitio galo-romano de Barzan

Desde 1977, se ha instituido una Ruta histórica de los tesoros de Saintonge que permite visitar 22 mumentos públicos y privados, representativos del arte civil, militar y religioso y que comporta casi 40 000 años de historia de la Saintonge.